# Tarja Preta
Tarja Preta foi um programa de entrevistas do Canal Brasil apresentado pelo ator e diretor Selton Mello. Era transmitido toda sexta-feira às 21h30min, com reprises nos sábados às 18h e nas segundas-feiras às 6h30min e às 16h30. O programa estreou em 26 de maio de 2004 com Paulo César Pereio, como primeiro entrevistado e marcou a estreia de Selton Mello como apresentador.